# Maria Fadrique
Maria Fadrique (ur. 1370, zm. 1395) – hrabina Salony w latach 1382-1394. 

## Życiorys
Jej matką była Helena Asen Kantakuzena, córka Mateusza Kantakuzena, ojcem zaś Ludwik Fadrique. Rządy w jej imieniu sprawowała matka. Najazd osmański spowodował likwidacje Hrabstwa Salony. Maria została oddana do haremu sułtana, gdzie zmarła. 